# Округ Менард (Илиноис)
Округ Менард (енгл. Menard County) је округ у америчкој савезној држави Илиноис.

## Демографија
По попису из 2010. године број становника је 12.705, што је 219 (1,8%) становника више него 2000. године.
| Група             | 2000.          | 2010.          |
| Белци             | 12.240 (98,0%) | 12.320 (97,0%) |
| Афроамериканци    | 48 (0,4%)      | 76 (0,6%)      |
| Азијати           | 21 (0,2%)      | 30 (0,2%)      |
| Хиспаноамериканци | 94 (0,8%)      | 121 (1,0%)     |
| Укупно            | 12.486         | 12.705         |